# François-Thomas Germain
François-Thomas Germain (París, 18 de abril de 1726-ibídem, 23 de enero de 1791) fue un orfebre francés de estilo rococó.

## Biografía
Era hijo del también orfebre Thomas Germain, que trabajó para el regente Felipe de Orleans. Trabajó inicialmente con su padre, del que heredó el cargo de orfèvre du Roi (orfebre del rey) y del que acabó algunas de sus obras, como la lámpara de Santa Genoveva de París (1744-1754). En 1748 fue nombrado maestro.
Realizó diversas obras para el rey y miembros de la aristocracia, como la marquesa de Pompadour. Elaboró la llamada Vajilla Germain (1757-1762) para el rey José I de Portugal, compuesta de 1274 piezas, de la que destaca el centro de mesa, con una base de rocalla con arbustos y dos lebrelas, de la que se elevan seis brazos de luz que encuadran el vaso central, con una tapa coronada por dos amorcillos. También confeccionó tres centros de mesa para la zarina Isabel I de Rusia (1760).
Realizó diversas piezas según diseños del escultor Jean-Baptiste Pigalle. Debido al éxito de sus obras amplió su taller de producción, con lo que incumplió los reglamentos del gremio de orfebres, por lo que fue declarado en quiebra en 1765.

## En la cultura popular
En el videojuego Assassin's Creed Unity, Germain es un orfebre que empieza a tener visiones relacionadas con varios elementos del Universo de la Saga Assassin's Creed, además, se considera a sí mismo una reencarnación de Jacques de Molay, lo que lo lleva a unirse a la Orden de los Templarios y a escalar posiciones hasta convertirse en Gran Maestre, con el objetivo de reformar la Orden para devolverle la gloria de antaño.